# موتور خان محمد كاسة
موتور خان محمد كاسة (بالإنجليزية: Mowtowr-e Khan Mohammad Kaseh)‏ هي منطقة سكنية تقع في سيستان وبلوتشستان في إيران. يقدر عدد سكانها بـ 12 نسمة .